# 216 Клеопатра
216 Клеопа́тра (216 Kleopatra) — астероїд головного поясу, відкритий 10 квітня 1880 року Йоганном Палізою у Пулі.
2011 року в деяких джерелах з'явилася інформація із посиланням на бразильських астрономів, що астероїд 216 Клеопатра змінив траєкторію свого руху і попрямував до Землі, і того ж року зіткнеться з нею. Вчені з Університету Берклі, які ретельно вивчають стан цього астероїда, повідомили, що небесне тіло свою орбіту не змінювало, і, як і раніше, перебуває в поясі астероїдів між Марсом і Юпітером.
Бразильські, американські та французькі астрономи при дослідженні астероїда виявили в нього два супутники. Відомо, що в легендарної цариці Клеопатри було двоє дітей: син Олександр Геліос і дочка Клеопатра Друга Селена. За аналогією супутники назвали Алексгеліос і Клеоселена. Керівники дослідження з Університету Берклі доктор Френк Мархіс і доктор Паскаль Декам кажуть, що супутники супроводжують астероїд майже сто мільйонів років.
Форма Клеопатри нестандартна — вона нагадує форму гантелі або собачої кісточки. Довжина в поперечнику становить 217 км, а супутників — від п'яти до десяти кілометрів.
Клеопатра складається із заліза та нікелю, вага становить чотири мільйони мільярдів тонн. Внутрішній склад астероїда — це численні порожнечі, що займають п'ятдесят відсотків усього об'єму тіла.